# Richard Thaler
Richard H. Thaler (ur. 12 września 1945 w East Orange) – amerykański ekonomista, jeden z reprezentantów finansów behawioralnych, która bada, jak emocje i myślenie (m.in. błędy poznawcze) wpływają na ekonomiczne decyzje jednostek oraz na funkcjonowanie rynków. Laureat Nagrody Banku Szwecji im. Alfreda Nobla w dziedzinie ekonomii w 2017 roku. Współpracownik noblisty Daniela Kahnemana.

## Książki
Jedną z najważniejszych książek autorstwa Thalera jest napisana wspólnie z Cassem Sunsteinem Nudge: Improving Decisions About Health, Wealth, and Happiness. Autorzy są zdania, że rynki nie zawsze zachowują się tak, jak to tradycyjnie opisują ekonomiści (założenie racjonalności jednostki), a przyczyna tego tkwi w czynnikach psychologicznych. Thaler proponuje doktrynę określaną jako libertariański paternalizm, polegającą na stworzeniu takich warunków podejmowania decyzji, które będą zwiększały prawdopodobieństwo wyboru najkorzystniejszej opcji (z punktu widzenia jednostki lub społeczeństwa), przy jednoczesnym zachowaniu ograniczonej wolności wyboru. Rozwiązania skłaniające do wyboru takiego wariantu Thaler i Sunstein określają jako nudge (ang. zachęta, przynaglenie).